# Mistrzostwa świata w roller derby mężczyzn
Mistrzostwa świata w roller derby mężczyzn (ang. Men's Roller Derby World Cup) – międzynarodowy turniej roller derby organizowany przez Międzynarodową Federację Roller Derby (MRDA) dla męskich reprezentacji narodowych. Pierwsze mistrzostwa wystartowały w 2014 roku w angielskim Birminghamie i uczestniczyły 15 męskich drużyn narodowych. Rozgrywki odbywają się regularnie co dwa lata. Najwięcej tytułów mistrzowskich zdobyła reprezentacja Stanów Zjednoczonych.

## Wyniki
| Rok                                        | Organizator                     | T |           | Finał             | Finał     | Finał       |       | Mecz o 3 miejsce | Mecz o 3 miejsce | Mecz o 3 miejsce |  | Uwagi     |
| Rok                                        | Organizator                     | T | Zwycięzca | Wynik             | Finalista | III miejsce | Wynik | IV miejsce       |                  |                  |  | Uwagi     |
| Mistrzostwa świata w roller derby mężczyzn |                                 |   |           |                   |           |             |       |                  |                  |                  |  |           |
| 2014                                       | Birmingham (Anglia)             | 1 |           | Stany Zjednoczone | 260–71    | Anglia      |       | Kanada           | 196–111          | Francja          |  | 15 drużyn |
| 2016                                       | Calgary (Kanada)                | 2 |           | Stany Zjednoczone | 212–143   | Anglia      |       | Australia        | 243–174          | Kanada           |  | 20 drużyn |
| 2018                                       | Barcelona (Hiszpania)           | 1 |           | Anglia            | 203–85    | Australia   |       | Francja          | 189–186          |                  |  | 25 drużyn |
| 2020                                       | Saint Louis (Stany Zjednoczone) |   |           |                   |           |             |       |                  |                  |                  |  | ? drużyn  |

## Klasyfikacja medalowa
W dotychczasowej historii Mistrzostw świata na podium oficjalnie stawało w sumie 5 drużyn. Liderem klasyfikacji są Stany Zjednoczone, które zdobyły złote medale mistrzostw 2 razy.
Stan na maj 2018.
| Lp. | Reprezentacja | Miejsca na podium | Miejsca na podium | Miejsca na podium | Zwycięskie sezony |   |   |            |
| --- | ------------- | ----------------- | ----------------- | ----------------- | ----------------- | - | - | ---------- |
| Lp. | Reprezentacja | 1.                | Stany Zjednoczone | 2                 | Zwycięskie sezony | 0 | 0 | 2014, 2016 |
| 2.  | Anglia        | 1                 | 2                 | 0                 | 2018              |   |   |            |
| 3.  | Australia     | 0                 | 1                 | 1                 |                   |   |   |            |
| 4.  | Kanada        | 0                 | 0                 | 1                 |                   |   |   |            |
| 4.  | Francja       | 0                 | 0                 | 1                 |                   |   |   |            |